# Chromotruxalis cockerelli
Chromotruxalis cockerelli är en insektsart som först beskrevs av Boris Petrovich Uvarov 1932.  Chromotruxalis cockerelli ingår i släktet Chromotruxalis och familjen gräshoppor. Inga underarter finns listade i Catalogue of Life.